# طلال آل الشيخ
طلال بن حسن آل الشيخ إعلامي، ورياضي سعودي، مدير البطولة العربية للأندية، ومستشار رئيس الاتحاد العربي لكرة القدم، كما كان رئيسًا لنادي الشباب السعودي، بدأ عمله الصحفي في صحيفة البلاد، ثم صحيفة اليوم، ثم المدينة، وبعدها عالم الرياضة، كما ترأس القسم الرياضي في صحيفة الحياة بالرياض. وبعدها أصبح مدير مكتب الصحيفة في الرياض، وبعد ذلك عُين نائبًا مساعدًا لرئيس التحرير في الصحيفة، ثم تولى منصب رئيس تحرير صحيفة الوطن السعودية منذ 2011 حتى 2015.

## نشاطه الإعلامي
- تولى منصب نائب رئيس التحرير المساعد في صحيفة الحياة.
- تولى منصب رئيس تحرير صحيفة الوطن (جريدة سعودية).
- المدير التنفيذي لقناة العرب في السعودية في 2015.[10]
- رئيس لجنه الإعلام الرياضي
- رئيس اللجنة الإعلامية باتحاد الكرة السعودي
- النائب الأول لرئيس الاتحاد العربي للصحافة الرياضية.

## نشاطه الرياضي
تولى العديد من المناصب الرياضية، منها:
- مدير البطولة العربية للأندية.
- مستشار رئيس الاتحاد العربي لكرة القدم.
- تولى منصب نائب رئيس مجلس إدارة نادي الشباب (السعودية) في الفترة من عام 1421هـ إلى 1421هـ في فترة رئاسة الأمير خالد بن سعد بن فهد.
- تولى منصب رئيس مجلس إدارة نادي الشباب (السعودية) في الفترة من عام 1424هـ إلى 1426هـ.
- تولى منصب عضو مجلس إدارة ومساعد رئيس لجنة المنتخبات في الاتحاد العربي السعودي لكرة القدم.
- تولى منصب عضو اللجنة العليا المنظمة لبطولة كأس العالم للأندية في الاتحاد الدولي لكرة القدم فيفا.

## أبناؤه
تركي، وسعود، شادن.